# つよがり (喜多村英梨の曲)
「つよがり」は、喜多村英梨の2枚目のシングル。2004年8月18日にポニーキャニオンから発売された。

## 概要
表題曲「つよがり」は、フジテレビ系テレビアニメ『金色のガッシュベル!!』の第3期エンディングテーマとして使用された。なお3曲目には「つよがり」のFunky Rock'n★Farmer Ver.が収録されている。

## 収録曲
（全作曲・編曲：勝誠二）
1. つよがり [4:41]
  - 作詞：福田哲也
  - テレビアニメ『金色のガッシュベル!!』第3期エンディングテーマ
2. ラブ☆ロケット [4:47]
  - 作詞：勝誠二
3. つよがり（Funky Rock'n★Farmer Ver.） [5:00] 
  - 作詞：福田哲也
4. Thank you Letter [4:10]
  - 作詞：福田哲也